# Ettrick (Neuseeland)
Ettrick ist eine kleine Siedlung im Central Otago District der Region Otago auf der Südinsel von Neuseeland.

## Namensherkunft
Die Siedlung erhielt ihren Namen von dem schottischen Landvermesser C. W. Adams, der aus dem Ort Ettrick in Schottland stammte.

## Geographie
Der Ort liegt rund 12 km südlich von Roxburgh und einen Kilometer westlich des Clutha River/Mata-Au. Der New Zealand State Highway 8, der durch die Siedlung führt, verbindet Ettrick mit Roxburgh im Norden und der kleinen Siedlung Millers Flat im Süden.
Wie viele andere Siedlungen der Gegend sind die Straßen des Ortes nach Städten in den Scottish Borders benannt.

## Geschichte
Ettrick wurde während des Goldrausches in Otago in den 1860er-Jahren von schottischen Siedlern gegründet und nach dem Ettrick Valley in Schottland benannt. Ettrick war einer der ersten Orte in Neuseeland, wo Äpfel angebaut wurden. Heute sind die Hauptwirtschaftszweige Schaf- und Rinderzucht und eine schwindende Zahl von Obstbauern, die hauptsächlich Äpfel anbauen.

## Museum McEttrick
Neuseelands einziges Museum, das den Clan der McDonald’s thematisiert, befindet sich unter dem Namen „McEttrick“ im Ort und rühmt sich der meisten McDonald's-Paraphernalien auf der Südhalbkugel.
Alan Garthwaite, Sammler und Eigentümer des Museums, sammelte für über 25 Jahre McDonald's-Artikel wie Hamburger-Verpackungen, Becher, Mützen, Spielzeuge, Uhren, Abzeichen, Puppen und Kleidung, von denen einige 40 Jahre alt sind.